# Wilhelm von Nathusius (Offizier)

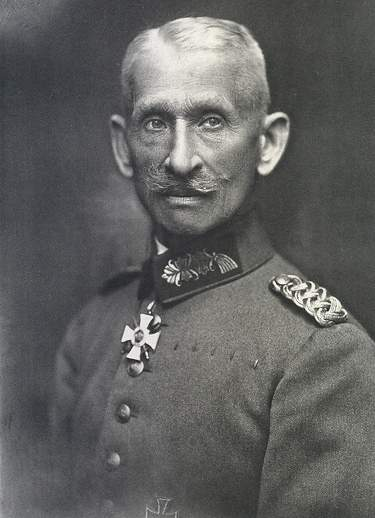
Wilhelm Engelhard von Nathusius, Generalmajor

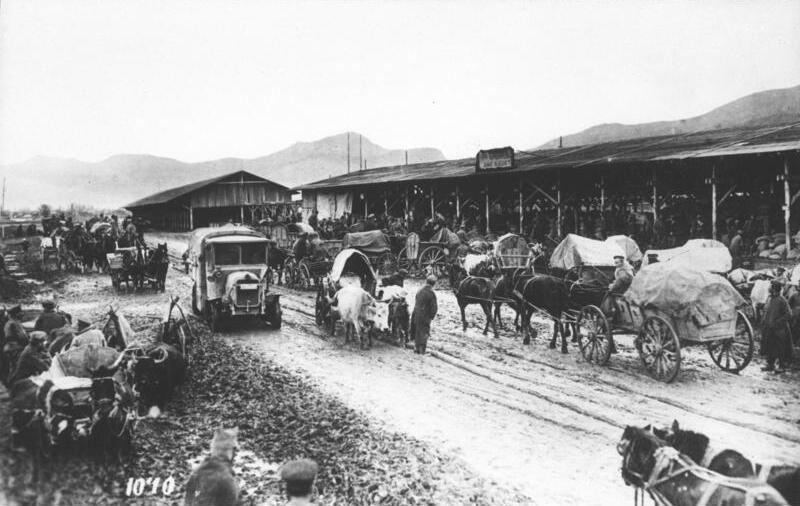
Vorratslager und Umschlagplatz einer Train-Einheit in Kolenberg (Belgien) während des Ersten Weltkriegs

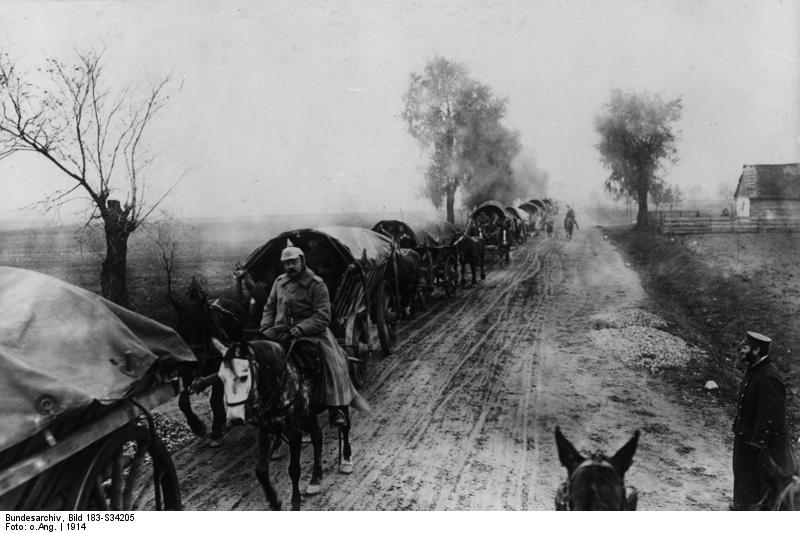
Train beim Vormarsch deutscher Truppen Richtung Osten im Ersten Weltkrieg

Wilhelm Engelhard von Nathusius (* 24. März 1856 in Königsborn; † 10. Januar 1937 in Kassel) war ein preußischer Generalmajor, der durch einen Militärprozess 1924 in Frankreich bekannt wurde.

## Herkunft und Jugend
Wilhelm von Nathusius war der Sohn des gleichnamigen Wilhelm Engelhard von Nathusius (1821‒1890) und der Marie Johanne von Nathusius, geborene von Meibom (1820‒1878). Sein Großvater war der Magdeburger und Althaldenslebener Kaufmann und Unternehmer Johann Gottlob Nathusius. Die Mutter stammte ebenfalls aus Magdeburg. Geboren wurde Nathusius auf dem väterlichen Rittergut in der 15 Kilometer von Magdeburg entfernten Ortschaft Königsborn. Seinen ersten Unterricht erhielt er durch Hauslehrer; bereits als Kind sprach er fließend Englisch. Später folgte der Besuch des Gymnasiums des Klosters Unser Lieben Frauen in Magdeburg sowie des gräflichen Gymnasiums in Wernigerode.

## Militärische Karriere
Nathusius begann seine militärische Karriere bei der Kavallerie; später wechselte er die Truppengattung und wurde Nachschuboffizier. Er war ein ausgezeichneter Schütze und gewann zweimal den 1. Preis beim Offiziersschießen der Armee als bester Schütze. Vom Kaiser erhielt er beim ersten Mal einen Ehrensäbel, beim zweiten Mal einen Geldpreis.

### Kavallerist
Mit 19 Jahren trat Nathusius 1875 als Fahnenjunker in das Magdeburgische Dragoner-Regiment Nr. 6 der Preußischen Armee ein, das zur 21. Kavallerie-Brigade der 21. Division gehörte. Divisions- und Brigadekommando befanden sich in Frankfurt am Main, das Regiment Nr. 6 stand in Mainz. Im Jahr 1880 verlegte dieses Regiment nach Diedenhofen in Lothringen, das seit 1871 als Folge des Krieges von 1870/71 zum Deutschen Kaiserreich gehörte.
1883 und 1884 war er als Rittmeister Kommandeur der 1. Eskadron im 3. Badischen Dragoner-Regiment „Prinz Karl“ Nr. 22 in Mülhausen. Später erfolgte bei diesem Verband die Beförderung zum Major.

### Nachschuboffizier
1904 wurde Nathusius als Kommandeur des Train-Bataillons Nr. 16 nach Forbach versetzt. Ein solches Bataillon bestand damals aus drei Kompanien und hatte die Beförderungsmittel des jeweils übergeordneten Armeekorps zu stellen. Das Forbacher Bataillon war bei Übernahme durch Nathusius schlecht beleumundet. Der heruntergekommene Zustand der Garnison war bereits in den Romanen Grenzpanorama und Aus einer kleinen Garnison beschrieben worden und hatte zu Debatten im Reichstag geführt.
Mit Wirkung zum 1. Oktober 1912 erhielt er die Patentierung zum Oberst. Außerdem wurde er Kommandeur des Trains des VIII., des XI. und des XVIII. Armee-Korps in Koblenz. In dieser Funktion (Train-Direktion) unterstanden ihm die Train-Bataillone in Koblenz (1. Rheinisches Train-Bataillon Nr. 8), Kassel (Kurhessisches Train-Bataillon Nr. 11) und Darmstadt (Großherzoglich Hessisches Train-Bataillon Nr. 18).
Am 6. August 1914 rückte Nathusius mit dem Koblenzer Generalkommando (VIII. Armee-Korps) in den Krieg. Er nahm mit seinem Verband am Vormarsch bis Vitry-le-François an der Marne teil. Kommandierender General des Korps war bei Kriegsbeginn noch der Generalleutnant Franz Tülff von Tschepe und Weidenbach, der aber bereits am 5. Oktober 1914 vom General der Infanterie Julius Riemann abgelöst wurde. Im November 1914 erkrankte Nathusius an Typhus. Nach mehreren Monaten Lazarettaufenthalt wurde er dem VI. Reserve-Korps in der Champagne zugeordnet. 1917 erfolgte die Versetzung nach Flandern als KOMUT (Kommandeur der Munitionskolonnen und Trains) der 3. Armee. 1918 wurde Nathusius zum Generalmajor befördert und schied aus dem aktiven Dienst aus.

## Militärprozess in Lille 1924
Der deutschen und auch internationalen Öffentlichkeit wurde der bereits pensionierte Nathusius durch einen Prozess vor einem Kriegsgericht in Frankreich bekannt, der einen Monat lang hohe Wellen warf. Das Verfahren fiel in die nach dem Ersten Weltkrieg nationalistisch wie revanchistisch aufgeladene Zeit. Demokratische und versöhnungswillige Kreise sowohl in Deutschland wie in Frankreich befürchteten, die Verurteilung des Generals zu einem Jahr Gefängnis könnte der nationalistischen Rechten bei der Reichstagswahl vom 7. Dezember 1924 Auftrieb geben. Dies wurde jedoch mit der raschen Begnadigung des Generals durch den französischen Präsidenten verhindert.

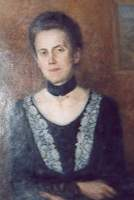
Mary Augusta, die Ehefrau von Wilhelm von Nathusius, 1910

## Familie
Am 14. Juli 1892 heiratete Nathusius in der Johanniskirche in Halle die Engländerin Mary Augusta Braendlin (* 21. November 1869 in Birmingham; † 9. Juli 1954 in Kassel). Deren Vater war Franz August Braendlin, der ursprünglich aus der Markgrafschaft Ansbach stammte, als junger Mann nach England ausgewandert war, dort „naturalisiert“ wurde und eine Fabrik für militärische Handfeuerwaffen in Birmingham begründet hatte. Nathusius’ Schwiegermutter war die bereits früh verstorbene Mary Jane Lawton. Das Ehepaar hatte zwei Töchter. Die ältere Tochter starb mit vier Jahren, 1900 wurde Doris May von Nathusius geboren, die später Borwin Haevernick heiraten sollte, den Sohn des Generalleutnants Oskar Haevernick.
Nathusius hatte zwei Brüder und drei Schwestern. Elsbeth von Nathusius war Schriftstellerin. Eine andere Schwester war Susanne von Nathusius, eine Porträtmalerin in Halle.
Wilhelm von Nathusius starb 1937 mit 81 Jahren an einer Lungenentzündung. Er und seine Frau wurden in Menz bei Königsborn beerdigt. Heute befinden sich ihre Grabsteine auf dem Nathusius’schen Familienfriedhof in Althaldensleben.